# Gentelles
Gentelles (picardisch: Gintelle) ist eine nordfranzösische Gemeinde mit 633 Einwohnern (Stand 1. Januar 2022) im Département Somme in der Region Hauts-de-France. Die Gemeinde liegt im Arrondissement Amiens, ist Teil der Communauté de communes du Val de Somme und gehört zum Kanton Amiens-4.

## Geographie
Die Gemeinde liegt am Rand der Landschaft Santerre rund vier Kilometer östlich von Boves. Sie erstreckt sich im Norden bis zur Autoroute A29.

## Geschichte
Gentelles war eine der ersten Schenkungen von Chlodwig II. und Bathilde an die Abtei Corbie. 
Im Deutsch-Französischen Krieg fielen hier bei einem Gefecht 25 Soldaten. 
Im Ersten Weltkrieg wurde die Gemeinde völlig verwüstet. Sie erhielt als Auszeichnung das Croix de guerre 1914–1918.

## Einwohner
| 1962 | 1968 | 1975 | 1982 | 1990 | 1999 | 2006 | 2010 |
| ---- | ---- | ---- | ---- | ---- | ---- | ---- | ---- |
| 328  | 299  | 358  | 359  | 446  | 461  | 467  | 525  |

## Sehenswürdigkeiten
- Kirche Saint-Martin